# Bijaty
Bijaty  (lit. Bijotai) − wieś na Litwie, w okręgu tauroskim, w rejonie szyłelskim, siedziba gminy. W 2011 roku liczyła 217 mieszkańców.

## Dąb Baublis
Na terenie wsi znajduje się małe muzeum (w pniu dębu Baublis). Pień tego dębu widnieje również w herbie wsi.